# Différend frontalier entre le Belize et le Guatemala
Le différend entre le Belize et le Guatemala est un litige frontalier binational non résolu entre les deux États voisins de l'Amérique centrale. Le territoire du Belize est revendiqué en tout ou partie par le Guatemala depuis 1821.
Les deux pays s'entendent à la fin des années 2010 pour soumettre le différend à la Cour internationale de Justice (CIJ), dont la décision est attendue plusieurs années après juin 2023.

## Histoire coloniale

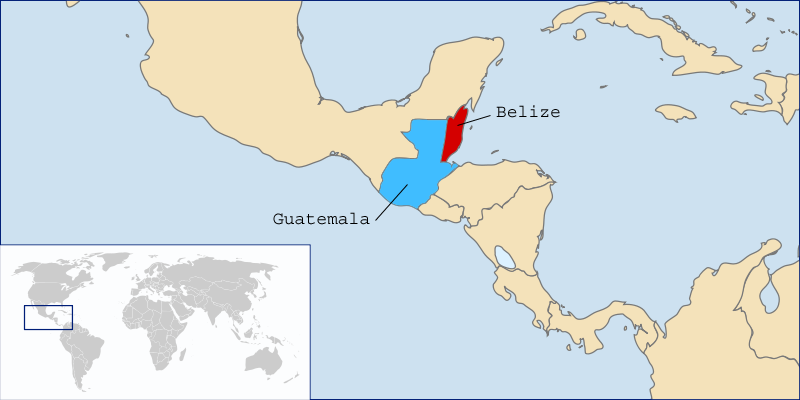
Belize et Guatemala

Le différend actuel trouve son origine dans la revendication par l'Espagne impériale de tous les territoires du Nouveau Monde situés à l'ouest de la ligne établie dans le traité de Tordesillas en 1494. L'Angleterre, à l'instar des autres puissances de la fin du XVe siècle, n'a pas reconnu ce traité qui divisait le nouveau monde entre l'Espagne et le Portugal. Après que des tribus indiennes mayas eurent massacré des conquistadors et des missionnaires espagnols à Tipu sur le territoire bélizien actuel, des marins anglais naufragés, puis des Baymen anglais et écossais, s'installèrent en 1638, rendant leur présence permanente en 1779 avec une courte alliance militaire avec des Amérindiens de la Côte des Mosquitos au sud de Belize.
Par le traité de Godolphin de 1670, l'Espagne confirmait l'Angleterre dans les possessions qu’elle tenait alors. Cependant, le traité ne définissait pas les zones avec suffisamment de précision et l'Espagne utilisa plus tard ce flou pour maintenir sa revendication sur l'ensemble du Belize malgré les preuves historiques selon lesquelles l'Angleterre occupait ce territoire. Pendant ce temps, au XVIIIe siècle, les Mayas reprirent leur hostilité traditionnelle envers les colons étrangers, bien qu'ils continuassent à vendre des esclaves aux Baymen.
Sans l’accord des gouvernements britannique ou espagnol, les Baymen de Belize ont commencé à élire leurs gouvernants dès 1738. Par le traité de Paris, la Grande-Bretagne acceptait d'abandonner ses propres forts au Belize et reconnaissait implicitement la souveraineté de l'Espagne. En contrepartie, l'Espagne admettait  que les Baymen puissent continuer à exploiter la forêt sur le territoire. Les Baymen n’étaient pas partie prenante et, après le traité de Versailles de 1783, le gouverneur de la Jamaïque sous contrôle britannique envoya un surintendant pour superviser les colons, mais les fermiers et les bûcherons ne reconnurent pas son autorité.
Lorsque l'Espagne tenta de les expulser et de s'emparer de leurs terres et richesses, les Baymen se révoltèrent. La dernière tentative militaire pour déloger les colons rebelles a été la bataille de St. George's Caye en 1798 qui s'est terminée par l'échec de l'Espagne. Les Baymen n’ont jamais obtenu de traité officiel avec l’Espagne et le Royaume-Uni n’a pu obtenir le contrôle partiel des colons qu’en 1816. Cette situation ambigüe dura jusqu'à ce que Belize rejoigne officiellement l'Empire britannique en 1862. 
La controverse territoriale trouve ainsi son origine dans les traités du XVIIIe siècle dans lesquels la Grande-Bretagne adhérait à l'affirmation de la souveraineté de l'Espagne, alors que les colons britanniques continuaient d'occuper une région mal définie. La Convention de Londres de 1786 affirmait que la souveraineté de l'Espagne n'a jamais été renégociée, ni jamais revendiquée par l'Espagne après 1798. Les traités ultérieurs entre les deux pays n’ont jamais évoqué cette question. Au moment où l'Espagne perdit le contrôle du Mexique et de l'Amérique centrale en 1821, la Grande-Bretagne avait affermi son contrôle sur la région même de manière informelle et non systématique. Dans les années 1830, la Grande-Bretagne considérait l'ensemble du territoire compris entre le fleuve Hondo et le fleuve Sarstoon comme britannique. 
Les républiques indépendantes issues de la désintégration de l'Empire espagnol dans les années 1820 ont affirmé avoir hérité des droits souverains de l'Espagne dans la région. Sur la base de cette doctrine, le Mexique et le Guatemala ont revendiqué le Belize. Le Royaume-Uni n'a toutefois jamais accepté une doctrine. Le Mexique a abandonné en 1893 sa revendication. Depuis lors, le Mexique a déclaré qu'il la réactiverait si le Guatemala réussissait à obtenir tout ou partie du territoire bélizien, ceci en dépit du fait qu’il a été le premier pays à reconnaître le Belize en tant qu'État indépendant.

## Traité Wyke-Aycinena

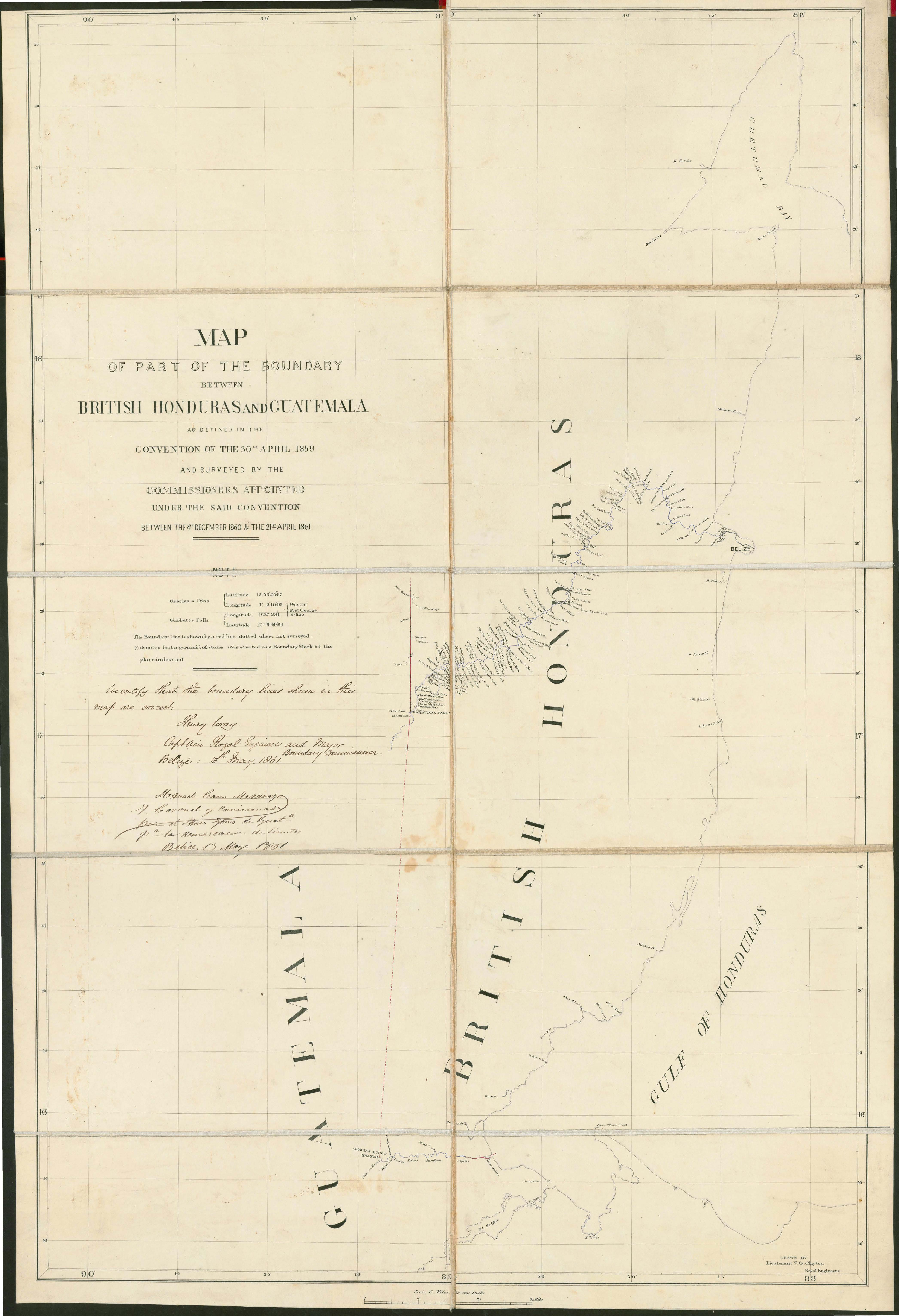
Carte de la frontière délimitée par le traité.

Aux termes du traité Wyke-Aycinena de 1859, le Guatemala a accepté de reconnaître le Honduras britannique, et la Grande-Bretagne a promis en contrepartie de construire une route reliant le Guatemala à la ville côtière de Punta Gorda au Honduras. Ce traité a été approuvé par le général Rafael Carrera, « chef suprême et perpétuel» du Guatemala, et par la reine Victoria de Grande-Bretagne, sans égard pour les Mayas qui y vivent. En 1940, le Guatemala a déclaré que le traité de 1859 était nul parce que les Britanniques n'avaient pas respecté les dispositions relatives à l'assistance économique figurant à la clause VII du traité. Le Belize, devenu indépendant, a affirmé qu’il n’était pas lié par un traité qu’il n’avait pas signé. Il fait également valoir que les décisions de la Cour internationale de Justice, les principes du droit international tels que l'uti possidetis juris et le droit des nations à l'autodétermination exigent que le Guatemala respecte les frontières du traité de 1859 même si la Grande-Bretagne n'a jamais construit la route promise.
Du point de vue de la Grande-Bretagne, ce traité ne faisait que fixer les limites d'une zone déjà sous domination britannique. Le gouvernement indépendant du Belize est d'avis que les traités signés par le Royaume-Uni ne sont pas contraignants pour lui, mais que selon la jurisprudence de la Cour internationale de Justice le traité de 1859 lie le Guatemala sauf si ce dernier peut prouver que le traité lui aurait été imposé par le Royaume-Uni.
La route que le gouvernement britannique s'était engagé à construire en vertu de l'accord ne sera jamais réalisée.

## XXesiècle
Le différend semble avoir été oublié jusqu'aux années 1930, lorsque le gouvernement du général Jorge Ubico réaffirme que le traité est invalide car la route n’a pas été construite. La Grande-Bretagne fait valoir que ni l’éphémère Fédération d'Amérique centrale (1821-1839), ni le Guatemala n'avaient jamais exercé d'autorité dans la région ou même protesté contre la présence britannique au XIXe siècle. 
Dans sa Constitution de 1945, le Guatemala avait déclaré que le Honduras britannique était le vingt-troisième département du Guatemala. En février 1948, le Guatemala menaça d'envahir et d'annexer de force le territoire. Les Britanniques réagirent en déployant deux compagnies du 2e bataillon du Gloucestershire Regiment. L'historien Rodrigo Véliz Estrada souligne que « le Royaume-Uni avait amené des troupes à Belize et le Guatemala avait envoyé son armée à la frontière avec Belize. On était à la fin de la Seconde Guerre mondiale. Et dans le camp britannique, ils étaient prêts à en découdre. C’est un des moments où il y a eu les plus fortes tensions entre le Guatemala et Belize. »
Depuis 1954, une succession de gouvernements militaires et de droite au Guatemala a fréquemment attisé le sentiment nationaliste, généralement pour détourner l’attention des problèmes intérieurs. Le Guatemala massait ainsi périodiquement des troupes à la frontière dans une posture menaçante. En 1957, répondant à une menace d'invasion guatémaltèque, une compagnie du Régiment du Worcestershire a été brièvement déployée pour effectuer des manœuvres dans la jungle avant de repartir. Le 21 janvier 1958, une force de combattants pro-guatémaltèques de l'Armée de libération du Belize, vraisemblablement aidés et encouragés par le Guatemala, franchit la frontière et hissa le drapeau guatémaltèque. Il y eut un échange de coups de feu avec un détachement britannique qui fit une vingtaine de prisonniers.
Les négociations entre la Grande-Bretagne et le Guatemala ont repris en 1961, mais les représentants élus du Honduras britannique n'avaient pas voix au chapitre. George Price a refusé la proposition du président guatémaltèque, Ydígoras Fuentes, de faire du Honduras britannique un «État associé » au Guatemala. Price a réitéré son objectif de mener la colonie à l'indépendance. En 1963, le Guatemala a interrompu les pourparlers et mis fin aux relations diplomatiques avec la Grande-Bretagne. En 1964, la Grande-Bretagne accorda à Belize l'autonomie sous un nouveau mandat.
Les tensions sont ensuite constamment attisées par les juntes militaires guatémaltèques. À partir des années 1960, le régime, confronté à des guérillas, va instrumentaliser le différend avec le Royaume-Uni à des fins de propagande nationaliste.

## Vers l'indépendance bélizienne
À ce stade, les gouvernements bélizien et britannique, lassés de faire face à des régimes autoritaires dominés par les militaires guatémaltèques, se sont mis d'accord sur une nouvelle stratégie plaidant en faveur de l'autodétermination devant diverses instances internationales. Le gouvernement du Belize a estimé qu'en obtenant un soutien international, il pourrait renforcer sa position, affaiblir les revendications du Guatemala et empêcher la Grande-Bretagne de faire des concessions. Belize a fait valoir que le Guatemala contrecarrait les aspirations légitimes du pays à l'indépendance, qu'il défendait une revendication non pertinente et dissimulait ses propres ambitions coloniales, en essayant de présenter le différend comme la récupération légitime d’un territoire perdu au profit d’une puissance coloniale. 
Entre 1975 et 1981, les dirigeants du Belize ont plaidé pour l'autodétermination lors d'une réunion des chefs de gouvernement du Commonwealth des Nations en Jamaïque, de la conférence des ministres du Mouvement des pays non alignés au Pérou et de diverses réunions des Nations Unies. Le soutien du Mouvement des pays non alignés s'est avéré crucial et a assuré le succès à l'ONU. Les gouvernements latino-américains soutenaient à l’origine le Guatemala. Mais Cuba a été le premier pays latin, en décembre 1975, à soutenir le Belize lors d'un vote de l'ONU qui affirmait son droit à l'autodétermination, à son indépendance et à son intégrité territoriale. Le président mexicain, Luis Echeverría, a indiqué que le Mexique ferait appel au Conseil de sécurité pour empêcher que les projets du Guatemala sur le Belize menacent la paix dans la région. En 1975-1976, le Guatemala entreprit de nouvelles démarches contre le Belize, mais il fut dissuadé de l'envahir, d’autant que les avions de combat britanniques y étaient stationnés en permanence. À partir de 1977, la frontière a été constamment surveillée par des postes d'observation aux points clés. En 1976, le chef du gouvernement panaméen Omar Torrijos commence à faire campagne pour la cause du Belize et, en 1979, le gouvernement sandiniste du Nicaragua déclare un soutien sans équivoque en faveur de l’indépendance du Belize. 
Lors de chacun des votes annuels sur cette question à l'ONU, les États-Unis se sont abstenus, donnant ainsi au gouvernement guatémaltèque un espoir qu'il conserverait le soutien des États-Unis. Finalement, en novembre 1980, le Guatemala étant complètement isolé, l'ONU adopta une résolution exigeant l'indépendance du Belize dans l’intégralité de son territoire avant la prochaine session de l'ONU en 1981.
L'indépendance est acquise au Belize le 21 septembre 1981, sans parvenir à un accord avec le Guatemala.

## Post-indépendance
La Grande-Bretagne a continué de maintenir des forces britanniques au Belize afin de protéger le pays du Guatemala, consistant en un bataillon de l'armée et des avions de chasse Harrier no 1417 Flight RAF. Les Britanniques ont également formé et renforcé les forces de défense du nouvel État.
Des négociations importantes entre le Belize et le Guatemala, avec le Royaume-Uni en qualité d'observateur, ont repris en 1988. Le Guatemala a reconnu l'indépendance du Belize en 1991 et des relations diplomatiques ont été établies. En 1994, les forces britanniques du Belize ont quitté le pays, maintenant simplement la présence d’une Unité d'instruction et de soutien jusqu'en 2011. 
Le 19 octobre 1999, Said Musa, Premier ministre du Belize, a été informé que le Guatemala renouvelait ses prétentions.  L’argumentation à l'appui de leur revendication reposait, non sur le traité de 1859, mais sur le fait que le Guatemala avait hérité des revendications ancestrales de l'Empire espagnol. Elles portaient sur plus de la moitié (53 %) du territoire actuel du Belize au sud de la rivière Sibun, soit 12 272 km2. La majorité des Beliziens sont fermement opposés à l’intégration du Guatemala.
En février 2000, une patrouille bélizienne a abattu un Guatémaltèque dans la région de la réserve forestière de Mountain Pine Ridge au Belize. Les représentants des deux pays se sont rencontrés le 14 mars 2000 au siège de l'Organisation des États américains (OEA) à Washington en présence du Secrétaire général César Gaviria. Ils ont finalement décidé de créer une "zone de contiguïté" s'étendant sur un kilomètre de part et d'autre de la ligne de traité de 1859, désormais désignée "ligne de proximité", et de poursuivre les négociations.

## Recours à la Cour internationale de Justice

Revendication du Guatemala en orange

En septembre 2005, le Belize, le Guatemala et l’OEA signent un document engageant les parties à éviter les conflits ou incidents sur le terrain susceptibles de créer des tensions entre elles.
En juin 2008, le Premier ministre du Belize, Dean Barrow, déclare que la résolution du conflit est son objectif politique principal. Il propose la tenue de référendums aux citoyens du Belize et du Guatemala pour leur demander s'ils soutiennent le renvoi de l'affaire à la Cour internationale de Justice (CIJ). Un accord sur la soumission de l'affaire à la CIJ est signé le 8 décembre 2008. Un référendum sur la question doit alors être organisé simultanément au Belize et au Guatemala le 6 octobre 2013, mais la consultation est finalement reportée.
Le référendum au Guatemala a finalement lieu le 15 avril 2018. 95,88 % des électeurs se prononcent en faveur du recours auprès de la CIJ, pour un taux de participation de 25 %.
Le référendum au Belize est initialement prévu le 10 avril 2019, mais la remise en cause de sa légalité provoque son report. Le 15 avril 2019, au cours de la crise provoquée par le report du référendum au Belize, trois canonnières guatémaltèques empêchent les garde-côtes du Belize de patrouiller sur la rivière Sarstoon à la frontière entre les deux pays. 
Le référendum à Belize est finalement organisé le 8 mai 2019. Les résultats donnent 55,37 % de voix favorables à ce que le gouvernement laisse la Cour internationale de Justice régler le différend. Selon les termes de l'accord de 2008, le Belize a un mois pour transmettre le résultat du référendum à la CIJ, ce qu'il fait le 7 juin. La demande commune est acceptée le 12. Le Guatemala dispose à partir de cette date d'un an pour avancer ses revendications et ses arguments, après quoi, le Belize bénéficie du même délai pour présenter les siens, suivi d'une période de six mois de débat leur permettant de réfuter les arguments adverses, avant que la Cour ne rende son verdict,. Le 8 avril 2020 cependant, en raison de la pandémie de Covid-19, le Guatemala demande à la CIJ de proroger de douze mois le délai pour le dépôt du mémoire. Le Belize s'y oppose le 15 avril, proposant à la place une prorogation du délai réduite à deux mois. La CIJ tranche finalement en reportant du 8 juin au 8 décembre 2020 la date d’expiration du délai pour le dépôt du dossier de la République du Guatemala et du 8 juin 2021 au 8 juin 2022 celui du contre-dossier du Belize,. Le Guatemala dispose d'un délai courant jusqu'au 8 décembre 2022 pour soumettre à la Cour une réplique au contre-dossier bélizien, et le Belize jusqu'au 8 juin 2023 pour soumettre une duplique à la réplique guatémaltèque.
Le dépôt des dossiers écrits est suivi de débats oraux au cours desquels les deux pays avancent leurs revendications devant un panel de quinze juges de la CIJ à la cour de La Haye. La décision de cette dernière, légalement contraignante et sans appel, n'est pas attendue avant plusieurs années.

## Source
- (en) Cet article est partiellement ou en totalité issu de l’article de Wikipédia en anglais intitulé « Belizean–Guatemalan territorial dispute » (voir la liste des auteurs).